# ادمون أنجيلو
ادمون أنجيلو (بالإنجليزية: Edmond Angelo)‏ هو منتج أفلام أمريكي، ولد في 21 أكتوبر 1913، وتوفي في 27 مارس 1983.

## وصلات خارجية
- ادمون أنجيلو على موقع IMDb (الإنجليزية)
- ادمون أنجيلو على موقع قاعدة بيانات الفيلم (الإنجليزية)